# Tauentzienstraße
La Tauentzienstraße es una avenida comercial de 500 metros de largo situada entre los distritos berlineses de Charlottenburg y Schöneberg. Se encuentra entre las plazas de Wittenbergplatz y Breitscheidplatz. 

## Historia

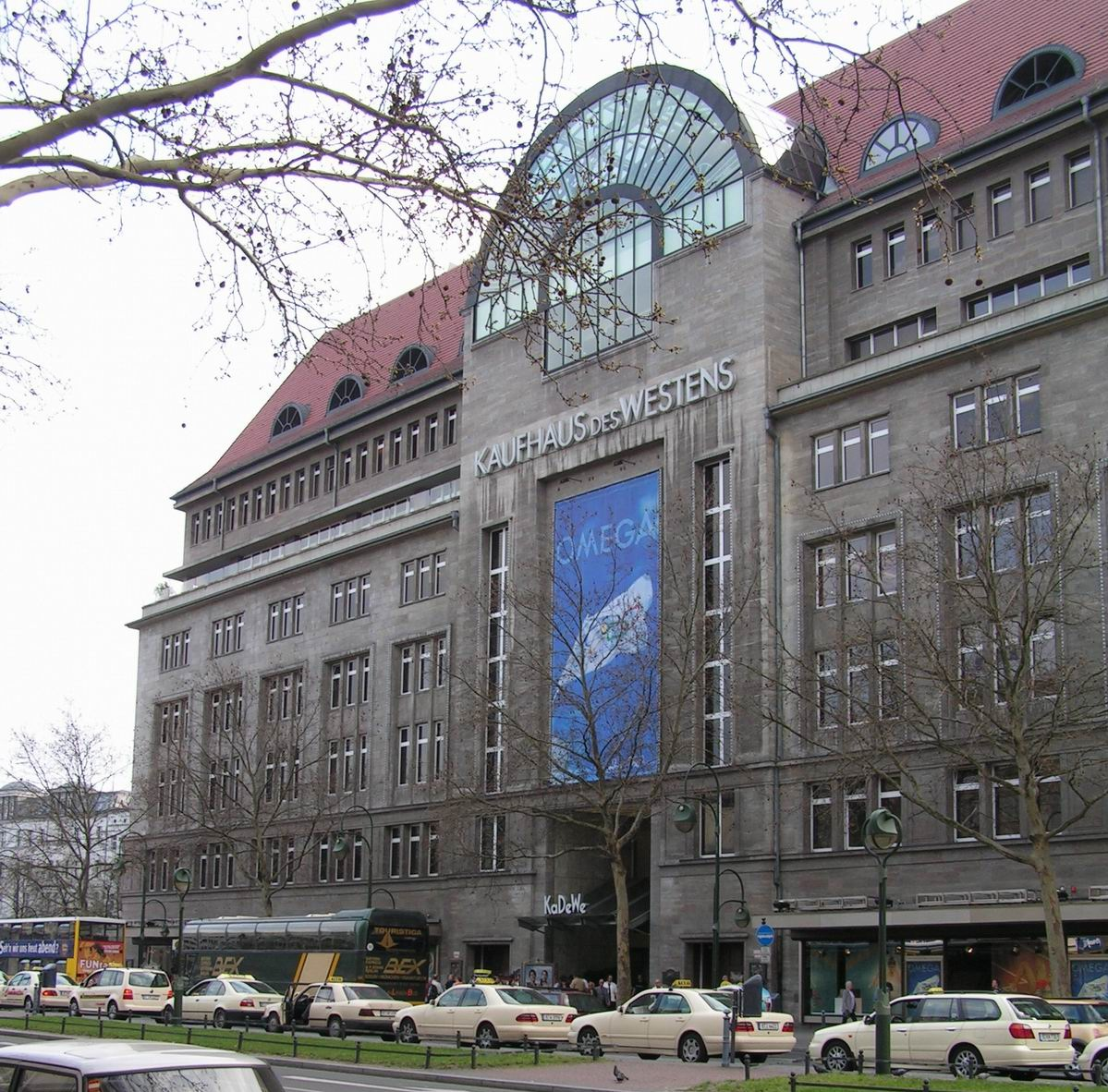
El centro comercial Kaufhaus des Westens en la Tauentzienstraße.

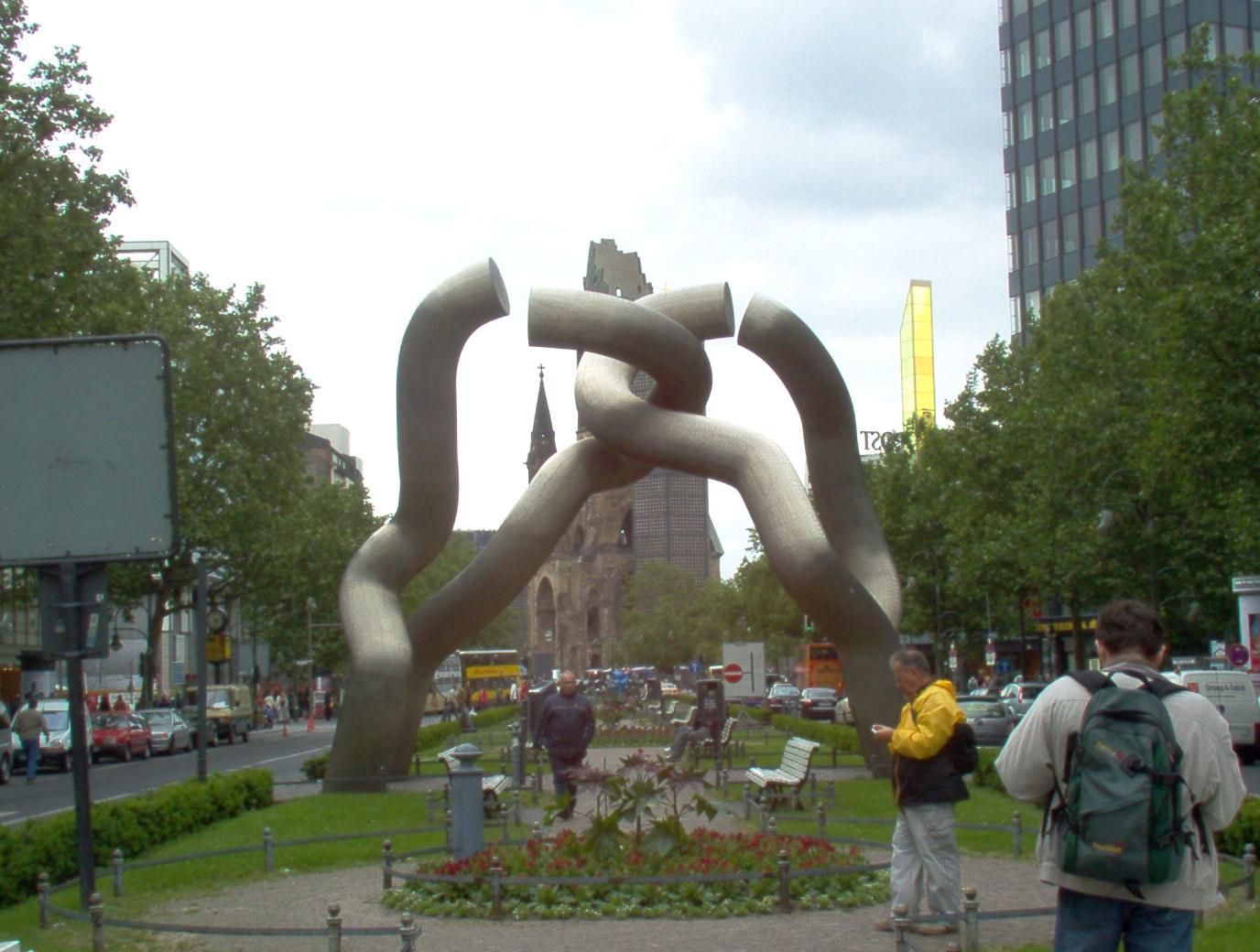
La escultura Berlin en el medio de la Tauentzienstraße.

La calle fue diseñada como un bulevar parisino durante el II Reich, y le fue otorgada el nombre del general pruso Bogislav Friedrich Emmanuel von Tauentzien. Durante la Guerra Fría formó parte del centro comercial de Berlín Oeste junto con la cercana avenida de Kurfürstendamm. Tauentzienstraße es actualmente la más transitada de las dos avenidas por la concentración de tiendas a lo largo de esta.
La Tauentzienstraße es considerada como la extensió de la Kurfürstendamm como un popular bulevar de compras. En 1890, la La Tauentzienstraße fue ensanchada, pero con motivo residencial. El desarrollo de esta calle continuó hasta la apertura del centro comercial Kaufhaus des Westens (KaDeWe) en la esquina de Wittenbergplatz, en 1907.
En medio de la avenida, hay una escultura, titulada Berlin, que expresa la naturaleza dividida de la ciudad durante la Guerra Fría.